# Азовский драгунский полк
Азовский драгунский полк — кавалерийская воинская часть Русской императорской армии, сформированная в 1706 году и упразднённая в 1771 году.

## История
12 августа 1706 года в Москве из разночинцев низовых украинских городов и рекрут сформирован Драгунский полковника Автонома Ивановича Иванова полк в составе 1 гренадерской и 10 драгунских рот, расходы на содержание которого взял на себя богач, думный дьяк Автоном Иванов.
В октябре 1706 года наименован Азовским драгунским полком.
23 января 1709 года гренадерская рота выделена на сформирование Драгунского-гренадерского полковника Гаврилы Семёновича Кропотова полка.
В 1711 году утверждён штат полка в составе 10 драгунских рот.
10 мая 1725 года из Драгунского полковника Гаврилы Кропотова полка возвращена гренадерская рота, взамен выделена 9-я драгунская рота.
16 февраля 1727 года полк переименован в 3-й Шацкий драгунский полк, но 13 ноября того же года переименован обратно в Азовский драгунский полк.
28 октября 1731 года гренадерская рота расформирована, с распределением чинов по драгунским ротам.
30 марта 1756 года приказано полк привести в состав 2 гренадерских и 10 драгунских рот, соединённых в 6 эскадронов, с артиллерийской командой.
8 января 1765 года повелено полк переформировать в 5-эскадронный состав.
31 августа 1771 года Азовский драгунский полк упразднён, а его личный состав направлен на формирование лёгких полевых команд на Оренбургской и Сибирской линиях.

## Боевые действия
Полк принял участие в Северной войне.
27 июня 1709 года участвовал в Полтавской битве.
В 1711 году полк участвовал в Прутском походе, 9 июля — в сражении на р. Прут.
В ходе войны с Турцией в 1737 году участвовал в походе на Крым.

## Командиры
- 1735 - полковник Хомяков, Фёдор Тимофеевич